# Convent d'Aigües Vives
El convent d'Aigües Vives, també anomenat Reial Monestir de Santa Maria d'Aigües Vives al barri La Barraca d'Aigües Vives de Carcaixent al País Valencià) és un antic monestir amb orígens que es remunten al segle xiii. L'edifici actual es va construir durant els segles xvi i xvii, amb els corresponents estils, renaixentista i barroc, si bé l'ala nord es va acabar en el segle xviii. És llistat com a Bé d'interés cultural.
El monestir va pertànyer a l'orde dels agustins, orde que custodiava la imatge de la Mare de Déu d'Aigües Vives, patrona de la ciutat de La Barraca d'Aigües Vives.
A mitjan segle xix a conseqüència de la desamortització de Mendizábal, els monjos hagueren d'abandonar el cenobi. Aquest va passar a mans dels barons de Casanova, que el destinaren com a habitatge rural. L'any 1977 el monestir fou adquirit i reformat per a destinar-lo a hotel residència per Antonio Vidal Bellver (fotògraf i empresari de Carcaixent). Actualment és propietat d'un empresari hoteler de Gandia. El 2024, la Generalitat Valenciana va instar els nous propietaris a fer obres per a mantenir aquesta obra major que és en ha patit un deteriorament progressiu com a conseqüència de robatoris, vandalisme i abandonament des que fa just vuit anys.

## Arquitectura
L'estructura monumental actualment més visible del conjunt es va formar durant els segles xvi i xvii. L'any 1597 l'artífex valencià Francesc Colom va dirigir les obres d'ampliació del convent, sobretot es va treballar al claustre. Es realitzen noves obres el 1633, i l'any 1695 es traça i s'alça la nova església, amb transagrari, sagristia, retaule major i torre campanar, a més de daurar-se alguns altars.
L'edifici s'articula al voltant del claustre, al qual recauen l'església pel costat sud, el conjunt de la granja al nord i el gran cos de cinc pisos que domina el conjunt i que recau a la carretera d'Alzira a Tavernes de Valldigna a l'est. A l'oest recau la torre campanar, l'església, la portada d'accés al claustre i els edificis de la granja.
El claustre és de proporcions reduïdes, però està ricament decorat de talles i pintura al fresc. Al centre hi ha una cisterna. El refectori és a l'esquerra del claustre  i paral·lel a aquest, la cuina.
El campanar mostra un llarg cos vertical, amb l'únic afegit d'un rellotge de sol. Una motllura doble dona pas al cos de campanes, amb finestres verticals d'arc de mig punt. La coberta és a quatre aigües de teula àrab rematada amb una penell de ferro.

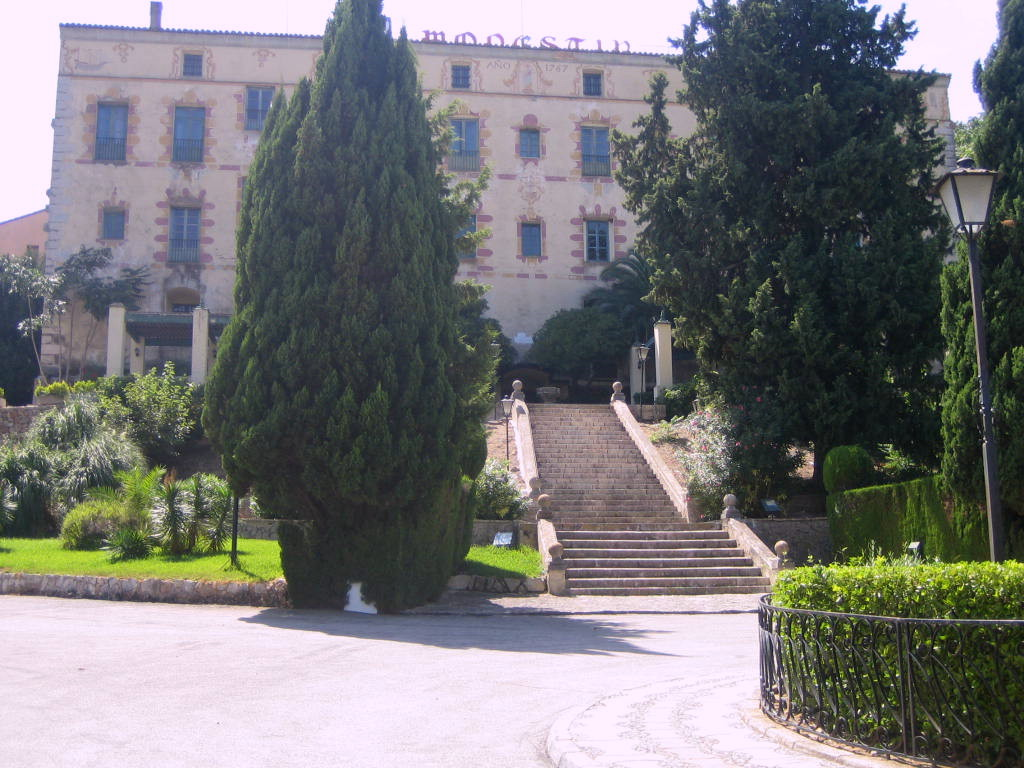
Façana est del Convent d'Aigües Vives

La façana de l'església té la coberta disposada a dues aigües, igual que les cobertes dels contraforts. La porta d'accés és de llinda amb uns taulellets que representen la Mare de Déu d'Aigües Vives. La façana del claustre emmarca una portada d'arc rebaixat amb un escut d'armes flanquejat per dues finestres rectangulars. A la planta superior sobresurten un balcó i dos finestrals. Adossats a aquestos cossos hi ha un altre cos de diverses dependències destinades a la granja, amb estructures de diferents èpoques.
La façana est correspon al gran cos que domina visualment i espacialment el monestir, amb una destacada verticalitat. Una escalinata d'accés remunta l'alt terraplé. Aquest pòdium de pedra fa de contrafort i reforça l'estructura de l'obra. Sobre el pòdium s'obrin sis finestrals amb una simulació pictòrica de carreus i pilars. L'últim cos, rematat per una cornisa, allotja diverses pintures, entre d'altres una que representa la Mare de Déu d'Aigües Vives flanquejada per una inscripció que la data el 1767. Entre les finestres hi ha diferents elements pictòrics ornamentals. La coberta és a una vessant i de teula àrab.
A la façana sud recau el campanar, la nau lateral del temple i un edifici adossat, la sagristia primitiva i el flanc del cos que recau a la façana est. La façana nord correspon a les distintes construccions destinades a les faenes del camp.
L'església és de nau única coberta amb volta de canó amb sis capelles laterals. El presbiteri té dues portes, una d'accés al claustre i l'altra que comunica amb l'antiga sagristia. El temple té un cor alt amb una barana semicircular i cadiratge de diferents èpoques: del segle xv, gòtic i del següent, renaixentista.